# Cesium-131
Cesium-131 of 131Cs is een radioactieve isotoop van cesium. De isotoop komt van nature niet op Aarde voor.
Cesium-131 ontstaat onder meer door radioactief verval van barium-131.
{\displaystyle {\ce {{^{131}_{56}Ba}->{^{131}_{55}Cs}+{e^{+}}+{\nu }_{e}}}}

## Radioactief verval
Cesium-131 vervalt door elektronenvangst naar de stabiele isotoop xenon-131:
{\displaystyle {\ce {{^{131}_{55}Cs}+{e^{-}}->{^{131}_{54}Xe}+{\nu }_{e}}}}
De halveringstijd bedraagt 9,7 dagen, waardoor de isotoop niet zeer gevaarlijk is. Hij wordt gebruikt voor behandeling van kanker, waarbij dit materiaal bij het gezwel wordt geplaatst.
111Cs · 112Cs · 113Cs · 114Cs · 115Cs · 116Cs · 116mCs · 117Cs · 117mCs · 118Cs · 118mCs · 119Cs · 119mCs · 120Cs · 120mCs · 121Cs · 121mCs · 122Cs · 122m1Cs · 122m2Cs · 122m3Cs · 123Cs · 123m1Cs · 123m2Cs · 124Cs · 124mCs · 125Cs · 125mCs · 126Cs · 126m1Cs · 126m2Cs · 127Cs · 127mCs · 128Cs · 129Cs · 130Cs · 130mCs · 131Cs · 132Cs · 133Cs · 134Cs · 134mCs · 135Cs · 135mCs · 136Cs · 136mCs · 137Cs · 138Cs · 138mCs · 139Cs · 140Cs · 141Cs · 142Cs · 143Cs · 144Cs · 144mCs · 145Cs · 146Cs · 147Cs · 148Cs · 149Cs · 150Cs · 151Cs · 152Cs